# Patrick M. Motl
Patrick M. Motl, amerikansk astronom.
Minor Planet Center listar honom som P. M. Motl och som upptäckare av 9 asteroider, alla tillsammans med landsmannen Walter R. Cooney, Jr..

## Lista över upptäckta mindre planeter och asteroider
| 15072 Landolt[A]                                  | 25 januari 1999  |
| (49349) 1998 WW6[A]                               | 24 november 1998 |
| (70723) 1999 VK1[A]                               | 3 november 1999  |
| (85805) 1998 WS6[A]                               | 24 november 1998 |
| (121543) 1999 VG1[A]                              | 3 november 1999  |
| (121544) 1999 VJ1[A]                              | 3 november 1999  |
| (164761) 1998 WU6[A]                              | 24 november 1998 |
| (306444) 1998 WT6[A]                              | 24 november 1998 |
| (306501) 1999 VH1[A]                              | 3 november 1999  |
| Upptäckt tillsammans med: A Walter R. Cooney, Jr. |                  |